# Warta Działoszyn (piłka siatkowa)
KS Warta Działoszyn – polska męska drużyna siatkarska z Działoszyna, będąca sekcją klubu sportowego KS Warta Działoszyn.

## Historia
Założenie Klubu Sportowego "Budowlani" w Działoszynie datuje się od 1965 r., a ściślej z dniem 6 kwietnia 1965 r., kiedy to na walnym zebraniu przedstawicieli Ludowych Zespołów Sportowych z Działoszyna i Trębaczewa oraz działaczy z koła sportowego Cementowni "Warta" przy czynnym współudziale miejscowych władz w Działoszynie postanowili założyć pod patronatem Cementowni "Warta" - Klub Sportowy Federacji Budowlanych. Ten moment pozwolił skupić wszystkie dotychczasowe, rozproszone wysiłki w dziedzinie krzewienia sportu na terenie Działoszyna w jeden silny ośrodek sportowy czynnie wspomagany przez całą załogę Cementowni "Warta" jak i Związek Zawodowy Pracowników Budownictwa i Przemysłu Materiałów Budowlanych.
W pierwszym okresie działalność klubu była kierowana przez Radę Klubu, jednakże już w 1966 r. powołano stały zarząd klubu na czele którego stanął Zenon Klin. Od tej chwili datuje się ożywiona działalność sportowa klubu. Nowo wybrany zarząd nie chcąc rozdrobnić i tak bardzo skromnych środków finansowych ograniczył swoją działalność w dziedzinie sportu wyczynowego do dwóch sekcji: sekcji piłki nożnej i sekcji kolarskiej. Obie sekcje osiągnęły w tym czasie bardzo dobre wyniki. Zawodnicy sekcji kolarskiej, biorący udział niezależnie od zawodów wojewódzkich, również w zawodach ogólnopolskich zajmowali czołowe miejsca. Natomiast piłkarze na przełomie lat 1967-1968 awansowali z klasy "C" do klasy "B", a w połowie 1971 r. w wyrównanej stawce przeciwników wywalczyli awans do klasy "A" okręgu łódzkiego w grupie południowej. W tej sytuacji, wymagającej zwiększonego nakładu pracy i szeregu posunięć organizacyjnych w 1971 r. wybrano nowy zarząd klubu na czele którego stanął dyrektor Cementowni "Warta" inż. Andrzej Masior. Od tego czasu datuje się już nowy rozdział w działalności sportowej "Budowlanych" w Działoszynie. Z czasem klub zmienił nazwę na KS "Warta" Działoszyn i tak pozostało aż do dziś.